# باشگاه فوتبال دیفنس فورس
باشگاه فوتبال دیفنس فورس یک باشگاه فوتبال در چاگواراماس، ترینیداد و توباگو است که در لیگ برتر تی‌تی بازی می‌کند. این تیم دو بار قهرمان جام قهرمانان کونکاکاف شده است و به دلیل دومین قهرمانی، یک بار توانست در کوپا اینترامریکانا حضور پیدا کند اما در آنجا توسط آرژانتینوس جونیورز شکست خورد و نایب قهرمان شد. این تیم همچنین ۱ بار قهرمان جام باشگاه‌های کارائیب شده است.